# Krasnyj Dwor (obwód nowogrodzki)
Krasnyj Dwor (ros. Красный Двор) – wieś (dieriewnia) w Rosji, w obwodzie nowogrodzkim, w rejonie szymskim. W 2010 liczyła 304 mieszkańców.